# Hallo Lulu 22
Hallo Lulu 22 drugi je studijski album splitskog pop i rock sastava Đavoli, kojeg 1987. godine objavljuje diskografska kuća Jugoton.

## O albumu
Album je dobio naziv po papirićima za cigarete, koje su se proizvodile tijekom šezdesetih godina u Riječkoj tvornici papira.
Album prati njihov prvijenac nižući nekoliko uspješnica poput Belanove skladbe "Dani ljubavi", "Ja volim je", "Bambina", "Malom cestom preko Zagore", "Lucija", "Kucaj opet", "Stojin na kantunu" i "Posljednji ples". Materijal je sniman u Splitu, a producent je bio Željko Brodarić Jappa.
Prodaja albuma dosegla je zlatnu nakladu.

## Popis pjesama

### A strana
1. "Stojin na kantunu" (2:38)
2. "Lucija" (2:59)
3. "Ja volim je"	(4:27)
4. "Malom cestom preko Zagore" (3:24)
5. "Kucaj opet" (1:54)

### B strana
1. "Dani ljubavi" (4:20)
2. "Bambina" (4:12)
3. "Miris ruža" (3:45)
4. "Posljednji ples" (4:17)

## Izvođači
- Neno Belan - prvi vokal, gitara
- Dragiša Mandić - bas-gitara, prateći vokali
- Zlatko Volarević - klavijature, prateći vokali
- Dean Radovniković - bubnjevi, prateći vokali
- Igor Kmetić - saksofon, prateći vokali

### Produkcija
- producent - Željko Brodarić Jappa
- tekst - Robert Čaleta
- glazba - Neno Belan (skladbe: A1, A3, A4, B1 do B4)
- snimatelj - Ivica Čović

## Vanjske poveznice
- Discogs - Recenzija albuma